# 十和田警察署
十和田警察署（とわだけいさつしょ）は、青森県警察が管轄する警察署の一つである。

## 管轄区域
- 十和田市
- 上北郡六戸町

## 所在地
- 青森県十和田市西六番町1番41号

## 組織
- 警務課
  - 警務係
  - 広聴・相談係
  - 犯罪被害者支援係
  - 留置管理係
- 会計課
  - 会計係
- 生活安全課
  - 生活安全係
- 地域課
  - 地域係
  - 自動車警ら係
- 刑事課
  - 刑事第一係
  - 刑事第二係
  - 鑑識係
- 交通課
  - 指導取締係
  - 事故捜査係
  - 規制係
- 警備課
  - 警備係

## 交番・駐在所
括弧内は所在地を表す。

### 十和田市
- 中央交番（十和田市西二番町4-6）
- 東交番（十和田市東二十二番町23-34）
- 相坂警察官駐在所（十和田市大字相坂字小林68-9）
- 奥瀬警察官駐在所（十和田市大字奥瀬字中平60-3）
- 洞内警察官駐在所（十和田市大字洞内字長根69-1）
- 十和田湖警察官駐在所（十和田市大字奥瀬字十和田湖畔休屋486）
- 焼山警察官駐在所（十和田市大字奥瀬字栃久保11-31）
- 米田警察官駐在所（十和田市大字米田字向町63-2）

### 六戸町
- 六戸警察官駐在所（上北郡六戸町大字犬落瀬字前谷地26-1）